# Бигуаа, Валерий Левардович
Валерий Левардович Бигуа́а (абх. Бигәаа Валери Леуард-иԥа; род. 10 января 1943, Тхина, Абхазская АССР) — советский и абхазский этнограф, доктор исторических наук, профессор Абхазского государственного университета, ведущий научный сотрудник Абхазского института гуманитарных исследований, член-корреспондент Академии наук Абхазии.

## Биография
Родился 10 января 1943 года в селе Тхина, Очамчирский район. В 1961 году поступил на факультет педагогики и методики начального обучения СГПИ Сухумского государственного педагогического института (сейчас Абхазский государственный университет). В 1963—1966 годах проходил срочную службу в Вооружённых силах СССР. В 1970 году окончил вечернее отделение исторического факультета Сухумского государственного педагогического института (сейчас Абхазский государственный университет). В 1967—1972 работал в различных местах.
В 1973—1976 годах проходил аспирантуру при Институте истории, археологии и этнографии Академии наук Грузинской ССР. В 1981 году защитил диссертацию «Современная семья у абхазов (этнографическое исследование)» и получил учёную степень кандидата исторических наук.
В 1976—1985 годах работал в отделе этнографии Абхазского института языка, литературы и истории (сейчас Абхазский институт гуманитарных исследований). В 1976—1984 работал по совместительству корреспондентом Государственного комитета по радио и телевидению Абхазии.
С 1985 года работает на историческом факультете Абхазского государственного университета: сначала на кафедре истории СССР, затем на кафедре истории, археологии и этнологии. Вёл курсы «История СССР», «История Абхазии» т «Общий курс этнографии», а также спецкурсы «Проблемы семьи и семейного быта у абхазов», «Вопросы традиционно-бытовой культуры абхазов» и «Традиционная религия абхазов». В 2014 году получил учёное звание профессора.
В 1992—1993 годах участвовал в грузино-абхазской войне в качестве комиссара Ткуарчалского военного гарнизона и комиссара взвода резервистов «Абжуаа» при Гагрском гарнизоне.
С 2009 года работает по совместительству в отделе этнологии Абхазского института гуманитарных исследований. В 2013 году защитил диссертацию «Традиционно-бытовая культура абхазов и современная действительность» и получил учёную степень доктора исторических наук.

## Научная деятельность
Автор более 90 научных и научно-популярных публикаций, в том числе учебников истории Абхазии, в том числе на турецком языке для детей абхазской диапоры.

## Награды
- Заслуженный работник высшей школы Республики Абхазия (2013)[1]